# Straussiella purpurea
Straussiella es un género monotípico de fanerógamas perteneciente a la familia Brassicaceae. Su única especie: Straussiella purpurea es originaria de Irán.

## Taxonomía
Straussiella purpurea fue descrita por (Bunge) Hausskn. y publicado en Mittheilungen des Thüringischen Botanischen Vereins, n.s. 12: 18. 1898.
Sinonimia
- Straussiella bicolor (Stapf) Hausskn.
- Straussiella iranica Hausskn.[3]
- Clastopus bicolor Stapf
- Clastopus purpureus Bunge ex Boiss.[2]